# Knights Cove-Stock Cove
Knights Cove-Stock Cove is een designated place in de Canadese provincie Newfoundland en Labrador. Ze bevindt zich aan de oostkust van het eiland Newfoundland en bestaat uit de buurdorpen Knights Cove en Stock Cove.

## Geschiedenis
Bij de vijfjaarlijkse Canadese volkstelling van 2006 verzamelde Statistics Canada voor het eerst niet langer bevolkingsaantallen van Knights Cove en Stock Cove apart, maar van een locality genaamd "Knights Cove-Stock Cove" (ook "Stock Cove-Knight's Cove").
Sinds de volkstelling van 2016 is Knights Cove-Stock Cove door Statistics Canada officieel erkend als een designated place, waardoor er voor het gebied sinds dan bij volkstellingen ook gedetailleerde statistische informatie wordt verzameld.

## Geografie
De vlak bij elkaar gelegen dorpen Knights Cove en Stock Cove liggen aan de noordelijke zijde van Bonavista, een groot schiereiland in het oosten van Newfoundland. Ze liggen aan de oevers van de Blackhead Bay, meer bepaald ieder aan een cove van die baai.
Knights Cove-Stock Cove is bereikbaar via provinciale route 235 vanuit het westen en oosten en via provinciale route 236 vanuit het zuiden. Nabijgelegen plaatsen zijn het noordwestelijker gelegen dorp King's Cove en het oostelijker gelegen gehucht Hodderville.

## Demografie
Knights Cove-Stock Cove kent, net zoals de meeste afgelegen Newfoundlandse plaatsen, een dalende demografische trend. Tussen 2006 en 2021 daalde de bevolkingsomvang van 90 naar 53.
In 2021 telde de designated place 62 woningen, waarvan er 32 permanent bewoond waren. Alle inwoners hadden er het Engels als moedertaal, met niemand die een tweede taal machtig was.

## Galerij

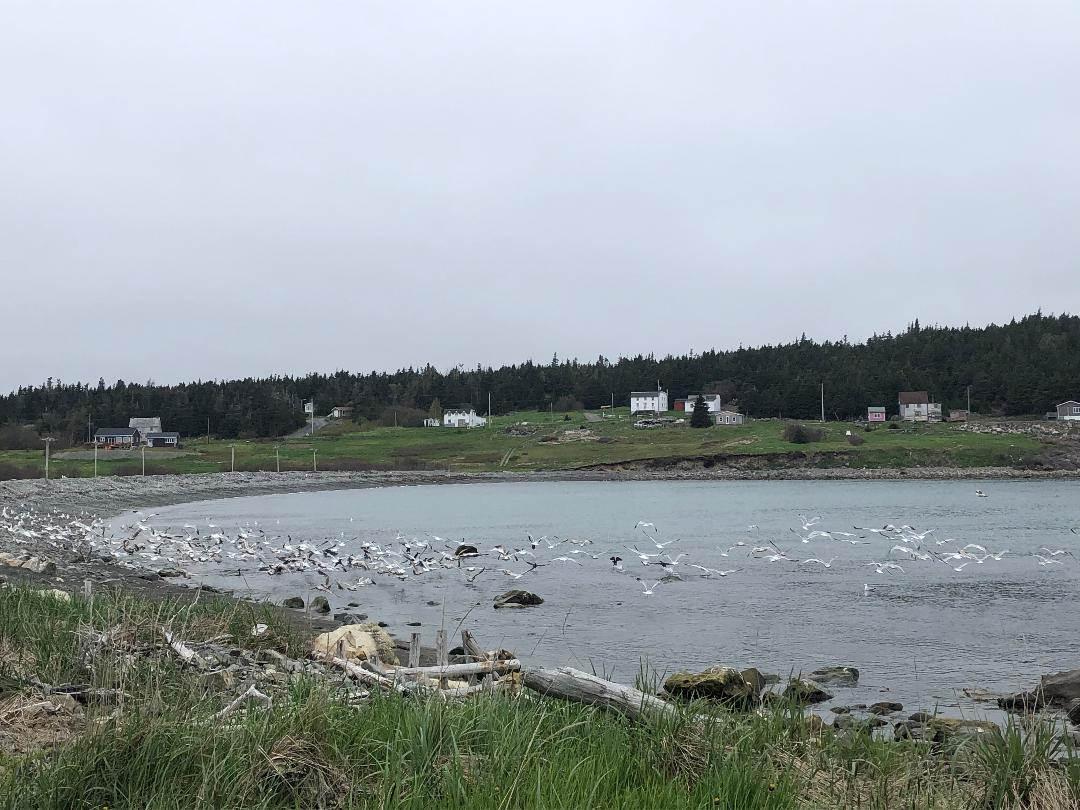
Meeuwen vliegen op van het water te Knights Cove
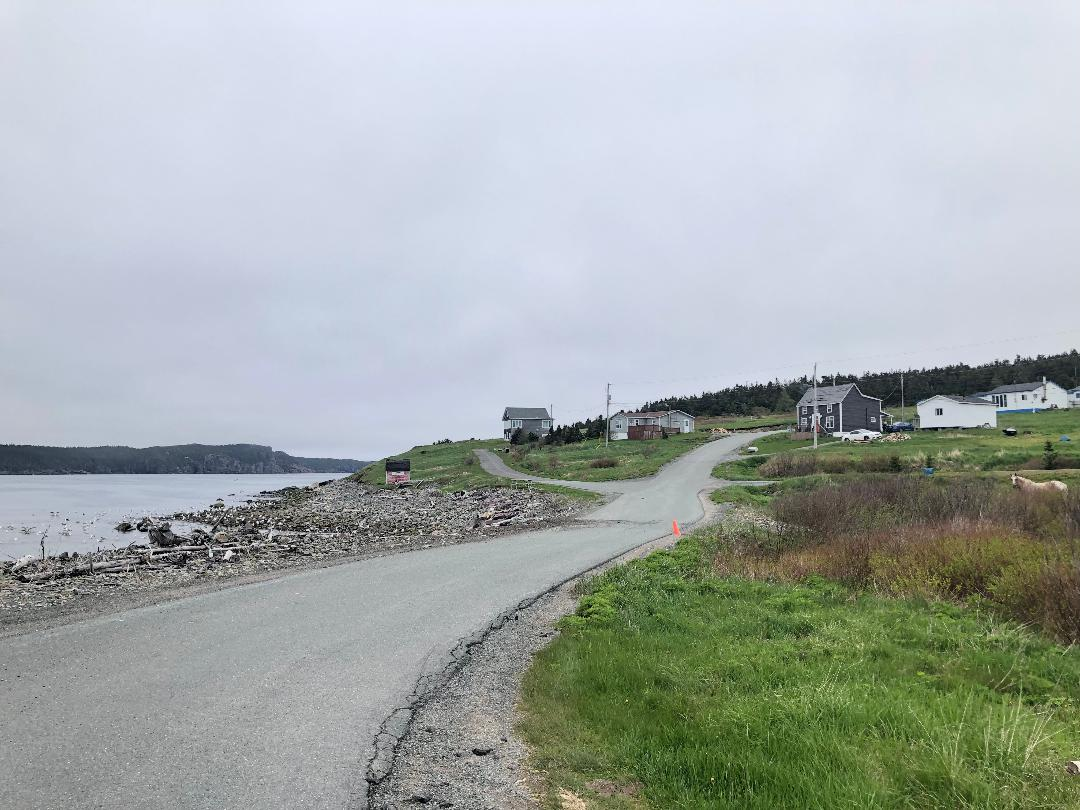
Het oostelijke deel van Knights Cove
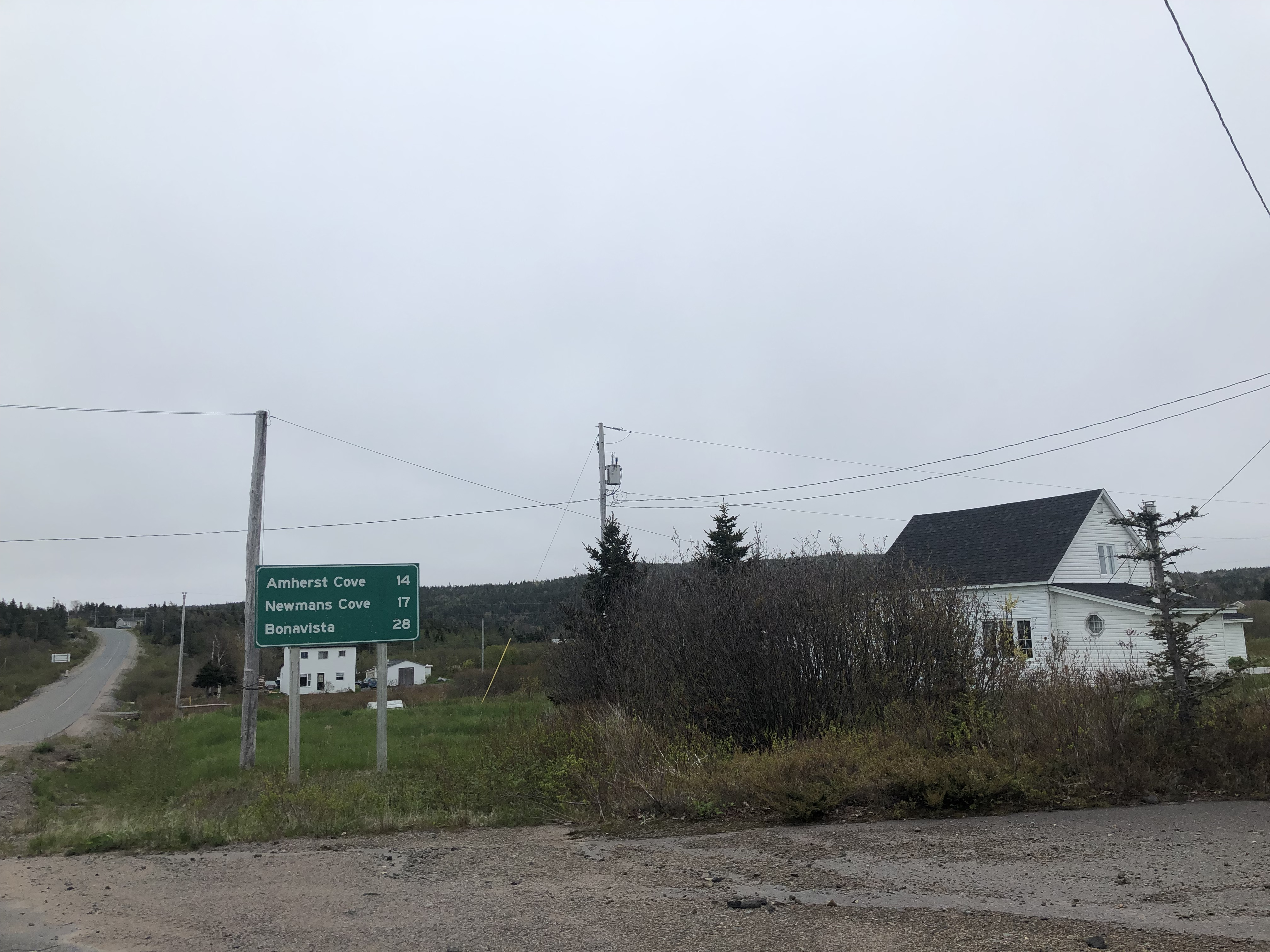
Verkeersbord met rijafstanden langs de NL-235 in Stock Cove